# كوميك جيرلز
كوسميك غيرلز (ببالكورية: 우주 소녀؛ رومنة كورية منقحة:Uju Sonyeo؛ بالصينية: 宇宙少女) معروفين أيضًا باسم وجسن، هي فرقة فتيات كورية جنوبية-صينية شكلتها ستارشيب إنترتينمنت وYuehua Entertainment، ظهرت الفرقة لأول مرة في 25 فبراير 2016 مع أسطوانة مطولة بعنوان Would You Like? تكونت الفرقة من اثني عشر عضوات: سولا وشيان يي وبونا واكسي وسوبين ولودا وداوون واونسو وتشنغ شياو ومنغ مي كي ويوروم ودايونغ، في يوليو 2016، أضيفت عضوة جديدة للفرقة يو يون جونغ ليصبح أعضاء الفرقة ثالث عشر.

## العضوات
- بونا (الكورية: 보나) - صوت فرعي
- تشنغ شياو (성소) - صوت فرعي
- دايونغ (다영) - صوت رئيسي
- شيان يي (선의) - صوت فرعي
- اونسو (은서) - صوت فرعي
- يوروم (여름) – صوت فرعي
- سولا (설아) - صوت رئيسي
- اكسي (엑시) - قائدة ومغنية راب
- سووبين (수빈) - صوت رئيسي
- لودا (루다) - صوت فرعي
- داوون (다원) - صوت رئيسي
- منغ مي كي (미기) - صوت فرعي
- يو يون جونغ (연정) - صوت رئيسي.